# Idiocera (Idiocera) perpallens
Idiocera (Idiocera) perpallens is een tweevleugelige uit de familie steltmuggen (Limoniidae). De soort komt voor in het Palearctisch gebied.